# マーク・ノーネス
マーク・ノーネス (Mark Nornes) 、ないし、マーカス・ノーネス (Markus Nornes)として知られる、阿部・マーク・ノーネス (Abé Mark Nornes) は、ミシガン大学映画芸術文化学部・アジア言語文化学部教授。ドキュメンタリー映画の研究者であり、ドキュメンタリー映画制作者でもある。1996年にミシガン大学に着任し、日本のドキュメンタリーの歴史とその理論的意義、さらにはアジアの他地域におけるノンフィクション制作について幅広く研究を行ってきた。
大学院時代からミシガン大学でのキャリアに至るまで、ノーンズは国際映画祭の運営者としても活動してきた。山形国際ドキュメンタリー映画祭のコーディネーターとして、複雑かつ充実したカタログを伴う大規模な回顧上映を企画・運営、その中には、「日米映画戦：メディア戦争—その過去と現在」（真珠湾攻撃50周年記念、1991年）、「私たちの目で：ファースト・ネーションズ映画・ビデオ祭」（1993年）、「電影七変化：映画百年記念」（1995年）が含まれる。ミシガン大学では、中国、日本、韓国の映画作家を招いたイベントのプログラムを定期的に企画している。
ノーンズの研究の中心はアジア映画、とりわけノンフィクション映画である。彼の最初の著書は、日本のドキュメンタリーの最初の50年を扱った歴史研究であり、ドキュメンタリーの誕生、左翼運動による利用、そして最終的に政府による戦争遂行のための取り込みについて論じている。その後、彼は小川紳介監督の生涯を追った単著を発表。
2021年、ノーンズ教授は新たなオープンアクセスの単著『Brushed in Light』を発表。この著作では、東アジア映画における書道表現について探究している。現在、彼は映画監督・足立正生の批評的伝記や日本ドキュメンタリーの倫理を歴史的に編纂する執筆プロジェクトにも取り組んでいる。

## 経歴
1986年にミネソタ州の聖オラフ大学を卒業してBAを取得し、その後、南カリフォルニア大学の大学院で映画研究を専攻し、1996年にPhDを取得した。
1988年にハワイ国際映画祭で小川紳介と出会ったことを契機に、日本のドキュメンタリー映画の歴史研究を手がけるようになった。
南カリフォルニア大学の大学院生だった1991年に山形国際ドキュメンタリー映画祭のスタッフとなり、「日米映画戦」のプログラム企画責任者を務め、以降、1993年の「世界先住民映像祭」、1995年の「電影七変化」といった企画をコーディネートした。
1996年にミシガン大学の教授となった。
山形国際ドキュメンタリー映画祭をはじめ、各地の映画祭でキュレーターを務め、東京国際映画祭の審査委員も務めた。

## おもな著書

### 単著
- Japanese Documentary Film: The Meiji Era Through Hiroshima, University of Minnesota Press, 2003.
- Forest of Pressure: Ogawa Shinsuke And Postwar Japanese Documentary, University of Minnesota Press, 2007.
- Cinema Babel: Translating Global Cinema, University of Minnesota Press, 2008.

### 共著
- （清水晶、ウィリアム・T・マーフィー、上野俊哉、マイケル・レノフ、丹生谷貴志、鶴見俊輔、粉川哲夫 との共著）日米映画戦 パールハーバー五十周年、青弓社、1991年
- （Emilie Yueh-Yu Yeh との共著）Staging Memories: Hou Hsiao-hsien's a City of Sadness, University of Minnesota Press, 2015.

### 共編著
- （Fukushima Yukio との共編著）The Japan/America Film Wars: World War II Propaganda and its Cultural Contexts, Harwood Academic Publishing, 1994.
- （Aaron Gerow との共編著）In Praise of Film Studies: Essays in Honor of Makino Mamoru, Trafford Publishing, 2001
  - （洞ヶ瀬真人 翻訳）日本映画研究へのガイドブック、ゆまに書房、2016年

## フィルモグラフィ
- ザ・ビッグハウス、2018年（共同監督、制作）[11]